# سیسترز (گروه دونفره)
سیسترز (به انگلیسی: Sisters) گروه موسیقی آلمانی است.
آن‌ها نماینده آلمان در یوروویژن ۲۰۱۹ بودند.